# Burg Pohrsdorf

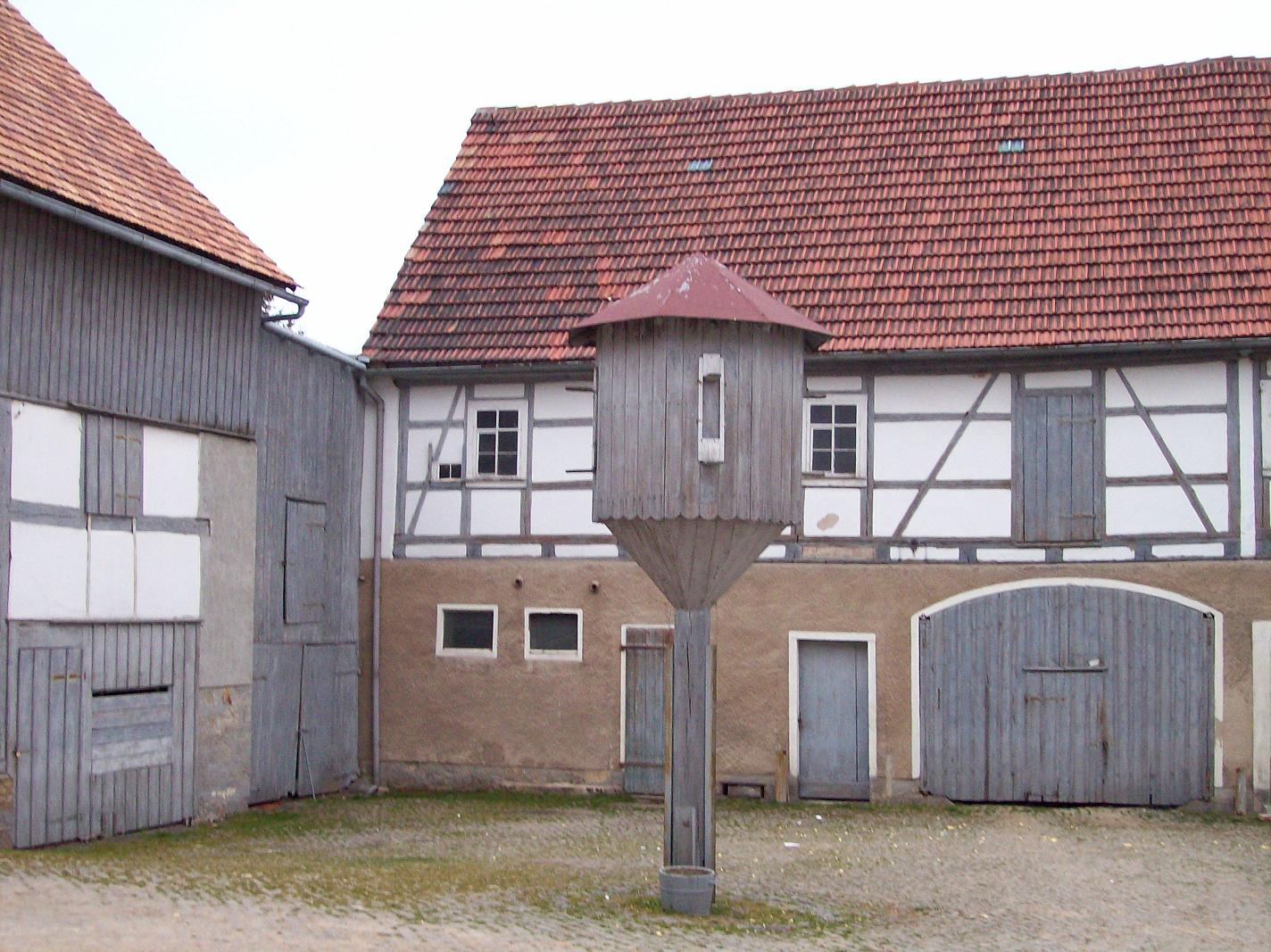
Blick in den Bauernhof neben dem Standort der Burg am Kirchweg 2

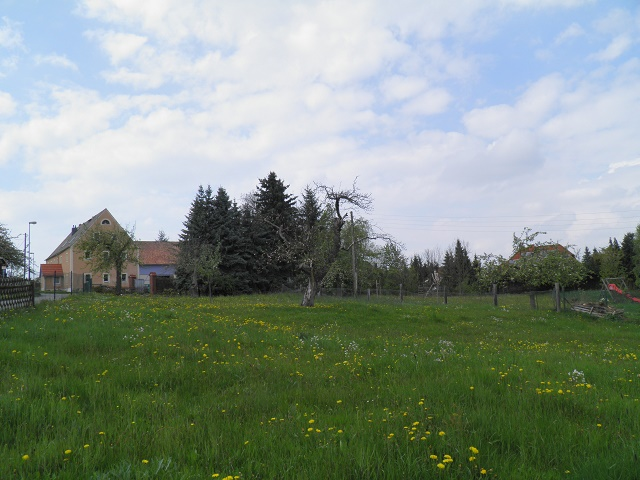
Burgstandort neben dem Bauernhof am Kirchweg 2

Die Pohrsdorfer Burg befand sich einst in der Ortschaft Pohrsdorf der Stadt Tharandt am Tharandter Wald im Landkreis Sächsische Schweiz-Osterzgebirge. An ihrer Stelle erstreckt sich heute unter anderem ein denkmalgeschützter Vierseiten-Bauernhof aus dem 19. und 20. Jahrhundert.

## Standort
Der Standort der ehemaligen Burg von Pohrsdorf befand sich auf der Plane, zwischen dem Vierseitenhof, am Beginn des Kirchweges, im Oberdorf und der Dorfstraße. Deren unter anderem vom Saubach mit Wasser versorgter Wallgraben erstreckte sich von der Einmündung des Kirchweges in die Dorfstraße bis zum ehemaligen Gasthof an der Mündung der Windmühlenstraße in die Dorfstraße. An diesen zwei Enden des Wallgrabens soll sich je ein Wach- bzw. Torhaus zur Burg befunden haben, durch die der so genannte Alte Längenweg vom Meißner Land ins Erzgebirge und weiter nach Böhmen führte (auch Riesenburger Weg bzw. Alte Meißner Straße: Meißen – Riesenburg bei Ossegg), der im Tharandter Wald zum Teil noch als Langer Weg erhalten ist.

## Geschichte
Zur Geschichte dieser Burganlage ist nur sehr wenig bekannt, denn sie wurde nicht archäologisch erforscht:
In den Jahren 1216–42 war ein Boriwo de Tarant als Burgverwalter der Meißner Markgrafen auf der Burg Tharandt eingesetzt, der seinen Besitz in Grumbach ausgliederte und damit um 1215 den Grundstein für die Pohrsdorfer Flur legte sowie dort eine Turmhügelburg errichtete. Diese dürfte dem Schutz der Wege durch den Tharandter Wald gedient haben (u. a. Heiliger Weg und Weg der Jakobspilger im Zug der Alten Frankenstraße), was von der Burg Tharandt aus nicht möglich war. Boriwo dürfte auch der Ortsgründer von Pohrsdorf sein, dass später als die benachbarten Dörfer entstand (Boriwos Dorf = Borsdorf). Denn bis heute reicht die Fördergersdorfer Flur mit dem Pohrsdorfer Rand bis an die Dorfstraße im Oberdorf, gegenüber der ehemaligen Burg.
Jutta von Porschwitz (evtl. Paszowice), bzw. Borsenitz / Borsewitz (evtl. Bosewitz), erwarb 1313 vom verschuldeten Meißner Burggrafen Hermann VI. den Burghof Pohrsdorf mit Wassergraben und Wall. 
Der Ort Pohrsdorf wurde 1349 damit erstmals erwähnt, dass er nach Grumbach gepfarrt und den Herren von Schönberg zu Wilsdruff abgabepflichtig war.
1429/30 in den Hussitenkriegen bzw. 1447/50 in den nachfolgenden Sächsischen Bruderkriegen dürfte die Zerstörung der Burg bis auf die Grundmauern erfolgt sein, was auch von der benachbarten Kirche Fördergersdorf bzw. von Wilsdruff sowie der ursprünglichen Anlage in Grillenburg bekannt ist.
Im Jahre 1762 bestand der jetzige Bauernhof, Kirchweg 2, neben dem Standort der ehemaligen Burg bereits und wurde im Siebenjährigen Krieg geplündert. Seine heutige Form als Vierseitenhof erhielt er erst im 19. und 20. Jahrhundert.

## Bauliche Reste
Um 1800 war der Pohrsdorfer Burgwall noch im sächsischen Meilenblatt neben dem Hof verzeichnet. 1814/21 wurde der Wall der Burg als Schlossberg oder altes Schloss mit Burggraben bezeichnet, 1835 waren noch Reste der Burg in Form von Mauerwerk und einem Wall vorhanden und 1853 wurden noch Spuren eines alten Schlosses mit weitem Wallgraben genannt. Heute erinnern nur noch die Wallgrabenreste am Kirchweg an die Burg, deren Standort bisher nicht direkt überbaut worden ist. Verkohlte Holzpalisadenreste sollen jedoch bei Erdarbeiten in der Umgebung gefunden worden sein.